# 尤蒂

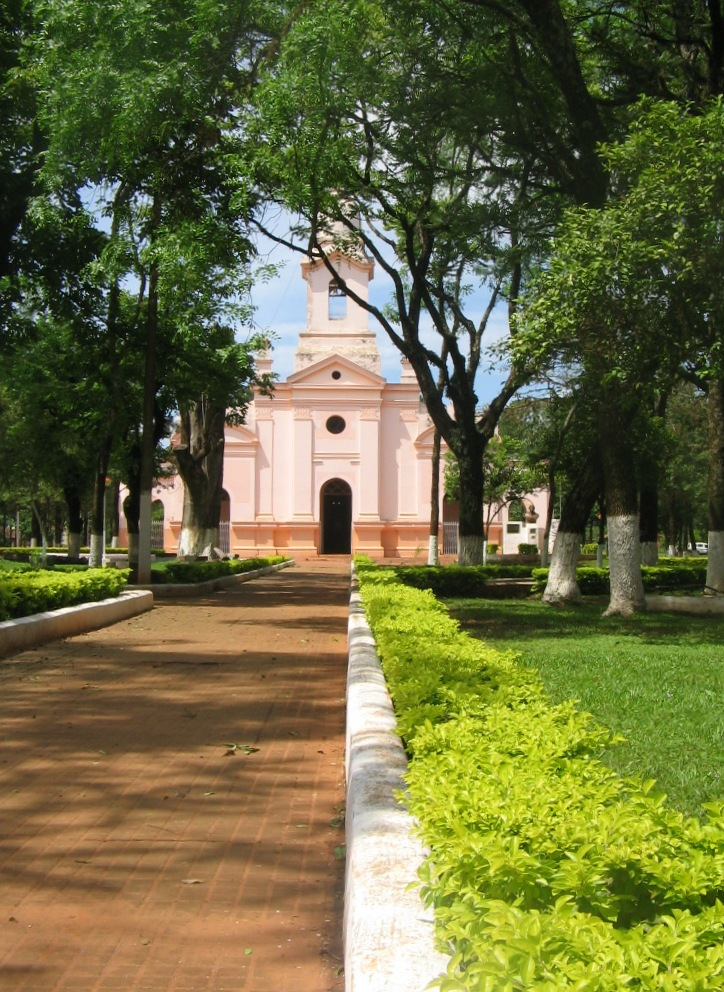

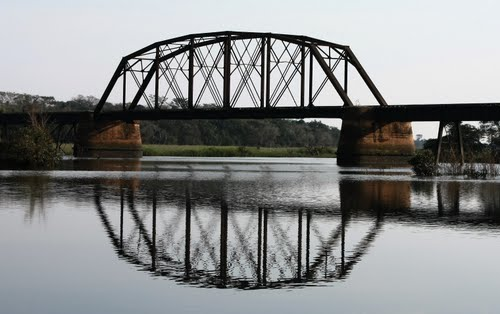

尤蒂（西班牙語：Yuty），是巴拉圭的城鎮，位於該國東南部，由卡薩帕省負責管轄，始建於1611年10月4日，面積1,833平方公里，海拔高度112米，2002年人口28,003，人口密度每平方公里15.28人。